# Campaña mesopotámica de Ardacher I
Las campañas mesopotámicas de Ardashir I representaron el primer episodio de un nuevo período de guerras entre romanos y sasánidas. La guerra entre el Imperio Romano, gobernado por el Emperador Romano Alejandro Severo entre (222-235), y el dominio de los sasánidas, dirigido por Ardashir I (224-241), duró más de una década, desde 229 hasta 241 cuando el gobernante sasánida murió y fue reemplazado por su hijo, Sapor I.

## Contexto histórico
Entre 224 y 226-227 se produjo un importante episodio que cambió el destino de las relaciones entre Imperio Romano y Persa: en el Este el último gobernante de los  partos,  Artabano V, fue derrotado después de ser derrotado en "tres batallas y el insurgente, Ardashir I, fundó la dinastía sasánida, destinado a ser el adversario oriental de los romanos hasta siglo VII. En particular, a partir de 229/230, sasánidas y romanos se enfrentaron por primera vez.

Ardashir I  fue el primer rey persa que tuvo el coraje de lanzar un ataque contra el reino de las Partes y el primero en tener éxito en recuperar el imperio para los persas.

En el frente romano, sin embargo, la nueva dinastía Severa reinó sobre el Imperio Romano entre finales del siglo II y las primeras décadas del siglo III (de 193 a 235, con una breve interrupción durante el reinado de Macrino entre 217 y 218), y que había tenido en Septimio Severo su progenitor, estaba ahora en manos de un joven emperador, Alejandro Severo, que unos años más tarde fue asesinado, demostrando ser el último descendiente. La nueva dinastía nació sobre las cenizas de un largo período de guerras civiles, en el que se habían enfrentado otros tres contendientes además de Septimio Severo, Didio Juliano, Pescenio Nigro y Clodio Albino).

### Casus belli
El casus belli era la reivindicación de los sasánidas, que se consideraban descendientes de los aqueménidas, de la posesión de todo el imperio de estos últimos, incluidos los territorios, ahora romanos, de Asia Menor y el Cercano Oriente hasta el mar Egeo. No sabemos exactamente cuántos y cuáles fueron los ejércitos desplegados por el  sasánidas. Dion Casio nos dice que era un gran ejército, listo para aterrorizar no solo a la provincia romana de Mesopotamia, sino también a la de Siria, al oeste del Éufrates.
Lo que sabemos de este ejército es que no era tan permanente como el ejército romano, con soldados profesionales pagados por el estado romano regularmente por su oficio. Solo hubo una eventual división del botín final. Nos encontramos más bien ante un sistema similar al feudal, donde para cada campaña era necesario reunir de vez en cuando un ejército, compuesto por nobles a la cabeza de sus "clanes", entonces bajo el mando de un príncipe de la casa real sasánida. Por lo tanto, no había oficiales expertos en armas que sirvieran continuamente, ni un sistema de reclutamiento duradero, ya que no había unidades militares permanentes, aunque muchos eran los nobles a disposición del ejército sasánida. Por estas razones, a menudo contrataban mercenrios. Utilizaban principalmente el arco y el caballo en la guerra, a diferencia de los romanos que preferían infantería, tanto que se dice que los sasánidas crecieron desde la infancia, montando y disparando con flechas, viviendo constantemente para la guerra y la caza.
Hay que añadir, sin embargo, que a diferencia de los partos, trataron de mantener sus contingentes en armas durante varios años, durante importantes campañas militares, acelerando el reclutamiento de sus ejércitos, así como asimilando mejor las técnicas de asedio de sus adversarios romanos, que nunca aprendieron realmente de sus predecesores.

Creyendo que todo el continente que enfrentaba a Europa, separado de Mar Egeo y  Propontide, y la región llamada Asia le pertenecía por derecho divino, se propuso recuperarla para el Imperio Persa. Declaró que todos los países de la zona, entre Jonia y Caria, habían sido gobernados por sátrapas persas, comenzando por Ciro el Grande, que primero transfirió el reino de  Media a Persia, hasta Dario III, el último de los gobernantes persas, cuyo reino fue destruido por Alejandro el Grande. Así que según él era correcto restaurar y reunir para los persas, el reino que habían poseído anteriormente.

## Fuerzas de combate

### Sasánidas
No sabemos exactamente cuántos y cuáles fueron los ejércitos desplegados por los sasánidas. Dion Casio nos dice que era un gran ejército, listo para aterrorizar no solo a la  provincia romana de Mesopotamia, sino también a la de Siria, al oeste del Éufrates.
Lo que sabemos de este ejército es que no era tan permanente como el ejército romano, formado por soldados profesionales pagados regularmente por su oficio por el estado romano. Solo hubo una eventual división del botín final. Nos encontramos más bien ante un sistema similar al feudal, donde para cada campaña era necesario reunir de vez en cuando un ejército, compuesto por nobles a la cabeza de sus "clanes", entonces bajo el mando de un príncipe de la casa real sasánida. Por lo tanto, no había oficiales expertos en armas que sirvieran continuamente, ni un sistema de reclutamiento duradero, ya que no había unidades militares permanentes, aunque muchos eran los nobles a disposición del ejército sasánida. Por estas razones, a menudo contrataban mercenarios. Utilizaban principalmente el arco y el caballo en la guerra, a diferencia de los romanos que preferían infantería, tanto que se dice que los sasánidas crecieron desde la infancia, montando y disparando con flechas, viviendo constantemente para la guerra y la caza.
Hay que añadir, sin embargo, que a diferencia de los partos, trataron de mantener sus contingentes bajo las armas durante varios años, durante importantes campañas militares, acelerando el reclutamiento de sus ejércitos, así como asimilando mejor las  armas de asedio de sus adversarios romanos, que nunca aprendieron realmente de sus predecesores.

### Romanos
Sabemos, en cambio, que para el Imperio Romano las fuerzas encargadas estaban representadas por las Legiones Romanas y por las tropas auxiliares de auxilia dispuestas a lo largo de los limones orientales, que por desgracia, según Casio Dione Cocceiano, no estaban en un estado aceptable de preparación, disciplina y moralidad para afrontar este nuevo peligro oriental. A continuación se enumeran las legiones y sus respectivas fortalezas legionarias, a la que también se puede añadir la III Italica, constituida alrededor de 231 por Alejandro Severo:
| N. \| fortaleza legionaria del limes oriental | unidad legionaria         | localidad antigua | localidad moderna | provincia romana       |
| --------------------------------------------- | ------------------------- | ----------------- | ----------------- | ---------------------- |
| 1                                             | Legio XV Apollinaris      | Satala            | Sadagh            | Capadocia              |
| 2                                             | Legio XII Fulminata       | Melitene          | Melitene          | Capadocia              |
| 3                                             | Legio III Parthica        | Nisibis           | Nusaybin          | Mesopotamia            |
| 4                                             | Legio I Parthica          | Singara           | Sinjar            | Mesopotamia e Osrhoene |
| 5                                             | Legio IV Scythica         | Zeugma            | Belkis            | Syria Coele            |
| 6                                             | Legio XVI Flavia Firma    | Sura              | Sura              | Syria Coele            |
| 7                                             | vexill. Legio II Parthica | Apamea en Orontes |                   | Syria Coele            |
| 8                                             | Legio III Gallica         | Danaba            | Mehin             | Syria Phoenicia        |
| 9                                             | Legio X Fretensis         | Aelia Capitolina  | Jerusalén         | Syria Palaestina       |
| 10                                            | Legio VI Ferrata          | Caparcotna        | Kfar Otnay        | Syria Palaestina       |
| 11                                            | Legio III Cyrenaica       | Bostra            | Bosra             | Arabia Petraea         |

## Fases del conflicto

### Primera fase: avance sasánida en Mesopotamia (229-231)
229 ca.Con el ascenso del primer soberano Ardacher I, los ejércitos persas volvieron a sitiar la ciudad de Hatra en vano para convertirla en una base de ataque contra los romanos, no se sabe si estaba bajo el control directo de los romanos, o simplemente una ciudad cliente del pueblo romano. El fracaso de este  asedio obligó al gobernante sasánida a ir primero a Media, donde logró someter a  Artabanus V.
230Durante este año, los ejércitos sasánidas avanzaron en la Mesopotamia romana poniendo bajo asedio las muchas guarniciones romanas a lo largo del Éufrates, también tratando, sin éxito, conquistar Nísibis', importante centro del comercio con el Oriente y China, y quizás invadiendo las provincias romanas de Siria y Capadocia, aunque no hay suficientes pistas arqueológicas, al menos en el estado actual de los conocimientos, para decir que las incursiones también han afectado a los territorios al oeste del Éufrates. 

 Despachos inesperados de Legatus Augusti pro pretorianos o gobernador de Siria y Mesopotamia revelaron que Ardacher I, el soberano  persa, había conquistado el reino de los partos y ocupado toda su parte oriental, matando a su rey Artabano V, y ahora se le llamaba el "Gran Rey" y llevaba la doble diadema. Artajerjes entonces, sometió a todos sus vecinos bárbaros y los obligó a pagar tributo. No estuvo inactivo pero permaneció en su lado del río Tigris: de hecho, decidió pasar por las orillas del río y cruzar el  frontera oriental del Imperio Romano, invadiendo Mesopotamia y representando una amenaza para Siria.
Herodiano, Historia del Imperio después de Marco Aurelio, VI, 2.1.

Hay que añadir que en Hatra quedaron algunos destacamentos del ejército romano, concretamente de la Legio I Parthica y de las tropas auxiliares del ejército romano, como la Cohors IX Maurorum. con fecha de 5 de junio de 235;;.
231El emperador Alejandro Severo organizó entonces una nueva expedición militar contra los sasánidas, reclutando una nueva legión en Italia, la legio IIII Italica. Herodiano informa del discurso que Alejandro pronunció ante las tropas desplegadas y de cómo los soldados fueron alentados por las palabras del emperador. Después de distribuir el dinero a las tropas, fue al Senado para hacer un discurso similar y hacer públicas sus intenciones. El día de su partida (quizás en la primavera), después de asistir a los sacrificios rituales, Alejandro dejó Roma (231), para llegar a Antioquía de Siria, su cuartel general.

### Segunda fase: Reacción romana (232)
232Alejandro, una vez que llegó a Antioquía de Siria, hizo un nuevo intento de mediación, ofreciendo paz y amistad a Ardashir, pero no solo envió de vuelta a los enviados romanos con las manos vacías, sino que también envió a cuatrocientos de sus soldados de aspecto imponente y ricamente vestidos, con una renovada invitación a abandonar las tierras romanas hasta el Bósforo. Alexander arrestó a los cuatrocientos enviados sasánidas y los envió a cultivar la tierra en Frigia, pero sin matarlos.
La campaña comenzó con un plan estratégico para dividir el ejército romano en tres columnas de marcha diferentes. Alejandro eligió la central para sí mismo, mientras que el primero debía avanzar hacia el norte y someter Armenia y Media, mientras que el tercero debía descender el río Éufrates, uniéndose al de Alejandro Severo en Ctesifonte. Su indecisión en el avance y el bajo nivel de preparación de las tropas romanas del este, hizo que el contingente del sur se opusiera a casi todo el ejército sasánida, que derrotó a los romanos infligiendo grandes pérdidas. dice que la causa de la indecisión de Alejandro fue su miedo a arriesgar su vida o los "miedos femeninos" de su madre, Giulia Mamea, que lo había seguido al Este. La noticia de la derrota llegó al emperador mientras estaba enfermo, y le hizo desesperar sobre el resultado final de la Campaña Sasaniana de Alejandro Severo. Los propios soldados, amenazados por las enfermedades causadas por la insalubridad del medio ambiente y la escasez de suministros, acusaron al emperador de haber causado la destrucción del ejército por su escasa capacidad militar, tanto que hubo un intento de usurpación, inmediatamente frustrado, por un cierto Uranio. Alejandro ordenó entonces a los dos grupos de tropas supervivientes que pasaran el invierno en Antioquía, y en el camino de vuelta parece que las pérdidas romanas fueron considerables: el ejército que venía del norte fue prácticamente diezmado por las frías temperaturas de las montañas de Armenia, el del sur por la derrota sufrida a lo largo del Éufrates por un número desigual de fuerzas sasánidas contra las que se había enfrentado.
Sin embargo, la campaña no fue del todo negativa para el Imperio Romano, ya que los territorios perdidos en Mesopotamia durante el avance sasánida de los años 229-230, fueron reconquistados y los sasánidas permanecieron tranquilos hasta 239-240, mientras que Alejandro pudo presumir de los títulos victoriosos de [Parthicus maximus] y Persicus.

### Tercera fase: nuevas invasiones sasánidas en la Mesopotamia romana después de la muerte de Alejandro Severo (237-241)

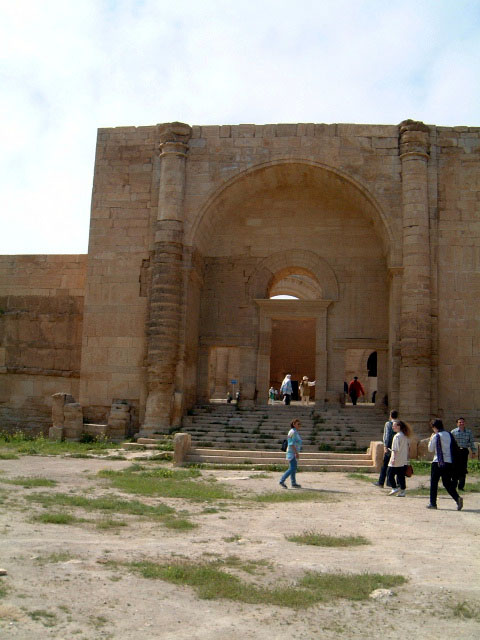
La ciudad de Hatra, en la foto algunas de sus ruinas, reino cliente del Imperio Romano, cayó después de un largo asedio por el ejército sasánida armado en 240

237-238 Parece que durante el reinado de Maximino el tracio, que sucedió al último de la Dinastía severa, Alejandro, las ciudades de provincia romana de Mesopotamia, Nísibis y Carrhae, fueron asediadas y ocupadas por los sasánidas. No es casualidad que también Herodiano sugiera que los sasánidas permanecieron tranquilos durante tres o cuatro años después de la campaña sasánida de Alessandro Severo de 232, cuyo resultado final fue muy incierto para las dos partes.
238-239 Una nueva invasión a gran escala por los ejércitos sasánidas, tuvo lugar durante este año, que puso bajo  asedio la ciudad fortaleza de Dura Europos, un puesto avanzado romano en el río Éufrates..
240Durante este año parece que Ardashir I finalmente logró la hazaña de destruir la importante ciudad fortaleza de Hatra, después de su asedio, aliada con los romanos, entonces ocupando una buena parte de Mesopotamia romana, incluyendo las fortalezas legionarias de Resaina y Singara, además del fuerte auxiliar de Zagurae, el actual Ain Sinu,tal vez incluso asediando y ocupando la misma Antioquía de Siria, como parece sugerir el hecho de que las  ceca local dejó de acuñar monedas imperiales romanas durante los años 240 y 241.

## Consecuencias
La muerte del joven emperador a manos de uno de sus generales, Maximino el Tracio (en 235), y la subsiguiente anarquía militar en la que el Imperio Romano se prolongó durante unos cincuenta años, trajo muchas ventajas a favor del naciente Imperio sasánida, que no perdió la oportunidad de una sorprendente venganza, hasta que ocupó la misma Antioquía de Siria en 252 y 260.